# ラブ♥レッスン殺人事件/私は危険な人妻教師
『ラブ♥レッスン殺人事件/私は危険な人妻教師』（ラブ♥レッスンさつじんじけん/わたしはきけんなひとづまきょうし、原題：They're Playing with Fire）は、1984年公開のアメリカのエロティック-ホラー-スリラー映画。
ハワード・アヴェディスが監督を務め、シビル・ダニングやEric Brown、アンドリュー・プライン、Paul Clemensが出演した。同監督による1974年の映画『インモラル個人教師』の要素を一部借用している。
日本では、『危険な課外授業 ブロンド教師の甘い誘惑』というタイトルでテレビ放映されたことがある。

## キャスト
※括弧内は日本語吹替。
- ダイアン・スティーヴンス博士 - シビル・ダニング（平野文）

カリフォルニア州にあるOcean View Campusのセクシーな英文学教授
- ジェイ・リチャード - エリック・ブラウン（中原茂）

若くて、賢い大学生
- シンシア - Beth Scheffell

ジェイのガールフレンド
- マーティン・“バード”・ジョンソン - ポール・クレメンス（相沢正輝）

ジェイとシンシアの友人
- マイケル・スティーヴンス教授 - アンドリュー・プライン（英語版）（大塚芳忠）

心理学主任教授。ダイアン博士の夫
- リリアン・スティーヴンス - K・T・スティーヴンス（英語版）

マイケル教授の母親
- レティー・スティーヴンス - Margaret Wheeler

マイケル教授の祖母
- ジョージ・ジョンソン - Gene Bicknell

スティーヴンス家の庭師兼便利屋
- ジェニー - Violet Manes

スティーヴンス家のメイド
- ジンボ - アルヴィ・ムーア（英語版）

ジェイをアルバイトとして雇うガソリンスタンドのオーナー
- グレン - Dominick Brascia

ジェイとシンシアの友人
- デイル - Greg Kaye

ジェイとシンシアの友人
- ジャニス - Suzanne Kennedy

ジェイとシンシアの友人
- Preacher - Bill Conklin
- The Bartender - Curt Ayers
- Pub Singer - Terese Hanses
- 教授 - Joe Portaro
- ガソリンスタンドの客 - マルレーネ・シュミット
- 日本語吹替その他出演：朝戸鉄也、相沢恵子、安西正弘、落合弘治、小金沢篤子、藤生聖子、竹口安芸子、さとうあい、石波義人、上田敏也

- 日本語吹替版制作スタッフ 演出：田島荘三、翻訳：宇津木道子、調整：山田太平、効果：リレーション、担当：菅原有美子（ムービーテレビジョン）、プロデューサー：柳川雅彦（テレビ東京）、制作：テレビ東京／ムービーテレビション、制作協力：武市プロダクション

- 初回放送：1995年5月25日『木曜洋画劇場』テレビ東京

## 公開
この映画は、1984年4月27日にロサンゼルスで初公開された。公開当時、ロサンゼルス・タイムズ紙やハリウッド・リポーター誌などのいくつかのレビューでは、印刷広告が「ホラースリラー」とは全く異なる「どたばたセックス・コメディ」を示唆しているので誤解を招くと忠告していた。